# Kingdom of Heaven (singolo)
Kingdom of Heaven è un singolo del gruppo musicale olandese Epica, pubblicato il 6 settembre 2019 come unico estratto dalla riedizione del quarto album in studio Design Your Universe.

## Video musicale
Per il singolo è stato realizzato un lyric video, reso disponibile a partire dal 9 agosto 2019 attraverso il canale YouTube della Nuclear Blast, nel quale vengono alternate animazioni ispirate a Design Your Universe con altre in cui Simone Simons canta il brano.

## Tracce
1. Kingdom of Heaven – 13:36